# Cime tempestose
Cime tempestose (Wuthering Heights) è l'unico romanzo di Emily Brontë, scritto fra l'ottobre 1845 e il giugno 1846. Venne pubblicato per la prima volta nel 1847, sotto lo pseudonimo di Ellis Bell, mentre una seconda edizione postuma fu curata da sua sorella Charlotte nel 1850.
Il titolo viene dal nome di una delle tre principali ambientazioni del libro (Wuthering Heights, Gimmerton, Thrushcross Grange) il casale nella brughiera dello Yorkshire originariamente di proprietà degli Earnshaw, dove fu allevato Heathcliff e dove la storia si sviluppa.

## Contenuto
Nonostante ora sia considerato un classico della letteratura inglese, Cime tempestose non venne accolto in maniera molto entusiastica dalla critica; la sua struttura innovativa, che è stata paragonata a una serie di matriosche, rese i critici perplessi quando apparve per la prima volta. Fin dall'inizio fu inoltre considerato controverso e ricevette recensioni contrastanti in quanto la sua raffigurazione della crudeltà fisica e mentale descritta era insolitamente forte.
Alcuni critici coevi credevano addirittura che fosse una prima opera, meno matura, di Charlotte Brontë (che aveva pubblicato Jane Eyre quello stesso anno sotto lo pseudonimo di Currer Bell). Critici successivi rividero questo parere, e la maggior parte fu d'accordo che l'originalità e i traguardi raggiunti da Cime tempestose superavano le opere coeve delle sorelle Charlotte e Anne.
Cime tempestose ha ispirato molti adattamenti, compresi diversi film, sceneggiati radiofonici e televisivi, un musical diretto da Bernard J. Taylor, un balletto e tre opere liriche (di Bernard Herrmann, Carlisle Floyd e Frédéric Chaslin), un gioco di ruolo e, nel 1978, una canzone di successo di Kate Bush intitolata per l'appunto Wuthering Heights.

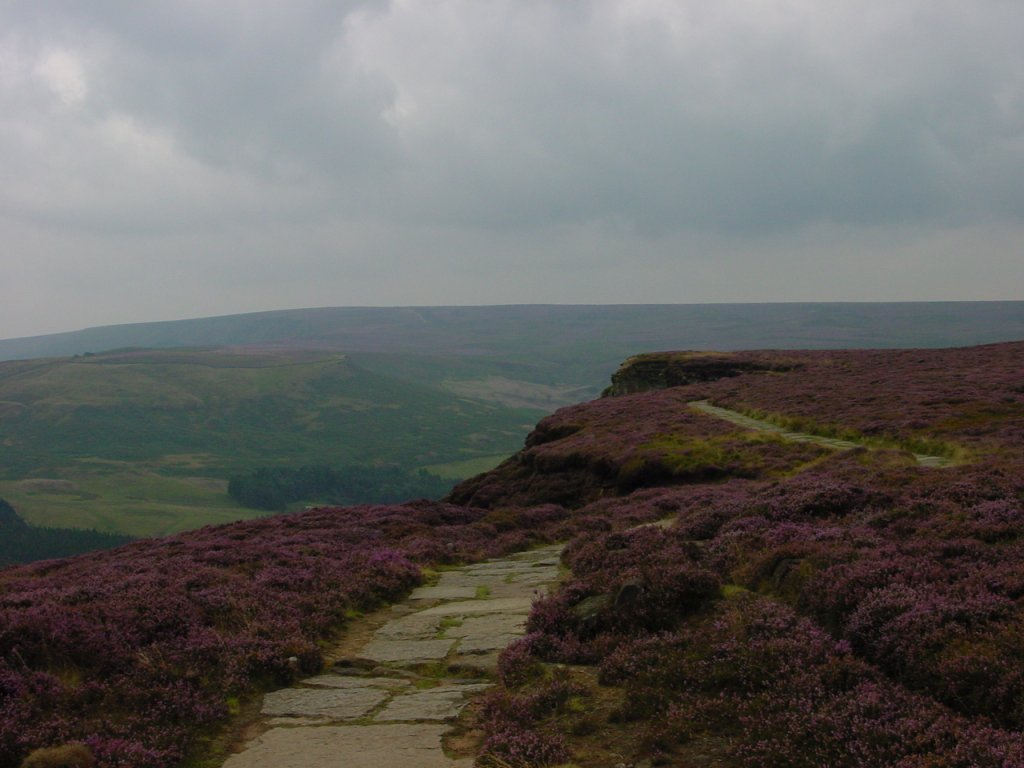
La brughiera del North Yorkshire in cui è ambientato il romanzo

## Trama
Il romanzo di Emily Brontë parla dell’amore di Heathcliff per Catherine, e della loro passione che si rivelerà distruttiva. Il tema centrale del libro è infatti l'effetto distruttivo che il senso di gelosia e lo spirito di vendetta possono avere sugli individui. La storia utilizza la struttura di un lungo racconto.

### Apertura (capitoli 1-3)
(Emily Brontë, Cime Tempestose)
Ci troviamo nell'anno 1801, nel mezzo della brughiera inglese. Il narratore è un gentiluomo di città, il ricco Mr Lockwood, da poco trasferitosi al nord come inquilino per cercare solitudine a causa di una delusione d'amore. A Thrushcross Grange, una proprietà appartenente a Heathcliff, affitta una casa che si trova nei pressi di una sorta di fattoria o casa colonica chiamata Wuthering Heights (Cime tempestose). Poco dopo si reca a far visita ai vicini di Wuthering Heights, e qui l'uomo rimane subito molto colpito dallo strano assemblaggio di personaggi che vi abitano: Heathcliff, che sembra esser un gentiluomo, nonostante i suoi modi siano duri e rozzi, è accompagnato da una ragazza adolescente riservata e scontrosa - presentata da Heathcliff come sua nuora - e infine da un giovane che, seppur appaia anch'egli come un membro della famiglia, si veste, parla e si comporta come se fosse un servo analfabeta.
Poiché fuori ha incominciato a imperversare una tempesta, a Lockwood viene concesso un po' a malincuore dal padrone di casa il permesso di passare la notte lì da loro: si trova così costretto a soggiornare in una camera piena di strani segni e graffiti incisi sul muro. Vi appare spesso il nome di Catherine. Durante la tormentata notte trascorsa a Wuthering Heights, a Mr Lockwood succedono strani episodi come l'incubo dello "spettro" di una bambina che bussa sui vetri della sua finestra cercando di entrare: terrorizzato, si mette a gridare e Heathcliff si precipita nella stanza. Dopo aver fatto uscire Lockwood, Heathcliff apre la finestra, disperato, per permettere allo spirito di entrare.
Appena spuntata l'alba, Heathcliff riaccompagna Lockwood alla sua abitazione a Thrushcross Grange. Poco dopo, l'uomo si ammala e durante la convalescenza si fa raccontare da Nelly Dean, la governante di casa, la vita del suo affittuario. La storia che Nelly comincia a raccontare offre al lettore la possibilità di comprendere a fondo come la relazione fra Heathcliff e Catherine dovesse avere grandi ripercussioni per le loro famiglie e i loro figli: l'amore dell'uno per l'altra è così violento, assoluto e passionale da far giungere all'annientamento della felicità sia la famiglia degli Earnshaw sia dei Linton.

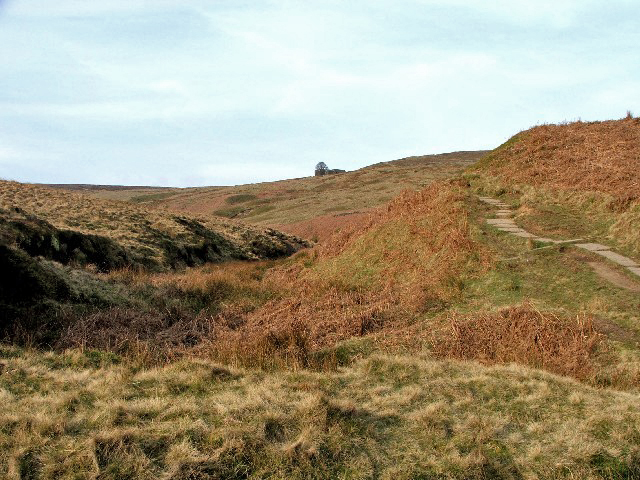
La salita a Top Withens, casa Earnshaw in "Cime Tempestose"

### Infanzia e giovinezza di Heathcliff (capitoli 4-17)
Trent'anni prima (dunque nel 1771) Mr Earnshaw, il proprietario originario di Wuthering Heights, di ritorno da uno dei suoi viaggi di lavoro a Liverpool, porta a casa un ragazzino di sette-otto anni dalla pelle olivastra, forse uno zingaro vagabondo, o un orfano di origine americana o spagnola, chiosa l'autrice (a giustificazione dell'aspetto e del carattere del ragazzo); lo adotta e gli dà il nome di Heathcliff. All'inizio i due figli di Earnshaw, Hindley e Catherine, detestano istintivamente il nuovo arrivato, ma col tempo Heathcliff riesce a conquistarsi l'amicizia della seconda. Hindley, però, odia in una maniera sempre più accesa l'intruso, roso dalla gelosia che gli possa rubare l'affetto dell'intera famiglia, tanto che il padre è costretto a mandarlo in collegio per allontanarli l'uno dall'altro. Il legame tra Catherine e Heathcliff si consolida e finiscono col passare sempre più tempo assieme.
Alla morte di Mr Earnshaw, tre anni dopo, Hindley torna con una moglie (Frances) e diventa il capo della famiglia nonché padrone di Wuthering Heights, obbligando Heathcliff a abbandonare gli studi e lavorare come bracciante agricolo: gli permette quindi di rimanere, ma solo con la qualifica di servo. Nonostante questo, Heathcliff e Catherine rimangono molto legati e insieme trascorrono ore e ore ogni giorno, dopo che il ragazzo ha terminato i lavori nella stalla e nei campi, a giocare da soli in mezzo alla brughiera. Ma pochi mesi dopo il ritorno di Hindley, a causa di un incidente, Catherine è forzata a stare alla Grange per cinque settimane (fino a Natale), durante le quali si lega a Edgar, il primogenito della ricca famiglia Linton. Al suo ritorno a Wuthering Heights, la ragazza rivede un Heathcliff grezzo, ignorante e per nulla signorile con quel suo aspetto trasandato, a differenza dell'aspetto raffinato e delle maniere gentili che ha scoperto a casa dei Linton; Catherine ne è rimasta talmente influenzata e affascinata da cambiare in maniera radicale il suo stesso modo di comportarsi.
Un anno dopo, Frances muore pochi mesi dopo aver dato alla luce Hareton, figlio di Hindley. La perdita lascia avvilito l'uomo, che comincia a darsi sempre più all'alcolismo. Circa due anni dopo, Catherine si fidanza con Edgar, pur confessando a Nelly che continua ad amare disperatamente Heathcliff, ma che non potrà mai sposarlo a causa della sua bassa estrazione sociale e completa mancanza d'istruzione. Egli sente solo una parte della confessione di Catherine, nella quale ella pare disprezzarlo e quindi decide di partire per cercare fortuna. Scompare senza lasciar alcuna traccia di sé. A causa dell'abbandono di Heathcliff, Catherine ha una grave crisi nervosa che la porta quasi alla morte.
Dopo tre anni Heathcliff ritorna e sembra aver accumulato un'enorme ricchezza, e apparentemente è un giovane uomo benestante. Catherine e Edgar intanto si sono sposati andando a vivere a Thrushcross. Qui ha inizio la sua grande vendetta: presa residenza a Wuthering Heights, fa precipitare Hindley nel tunnel senza ritorno dell'alcool e del gioco d'azzardo, rendendolo ancor più dipendente e disperato di prima; poi fa abbrutire Hareton privandolo dell'educazione e della consapevolezza di ciò che è bene, e quando viene a sapere (peraltro da Catherine stessa) dell'infatuazione di Isabella - sorella minore di Edgar - nei suoi confronti, pur non amandola affatto, intreccia con lei una relazione.
Intanto Hindley, dissipata interamente la propria ricchezza, ipoteca la casa a Heathcliff per poter ripagare i suoi debiti. Heathcliff convince Isabella a fuggire con lui per sposarlo; solo quando il matrimonio si è celebrato e i due si sono trasferiti definitivamente a Wuthering Heights, le dichiara apertamente di averla sposata soltanto per vendicarsi del fratello attraverso di lei, maltrattandola e facendola soffrire.
Dopo un terribile litigio tra Heathcliff e Edgar, Catherine, a cui Edgar ha proibito di frequentare ancora Heathcliff, si ammala di dolore e di nevrastenia, quasi impazzendo e diventando intrattabile e febbrilmente capricciosa. Infine, muore nel partorire una bambina che viene subito chiamata con il suo stesso nome, ma soprannominata Cathy per distinguerla dalla madre. Prima che Catherine muoia, però, lei e Heathcliff riescono finalmente a dichiararsi in piena sincerità il loro reciproco, infinito ed eterno amore sopra a ogni altra cosa terrena. Il giorno dopo il funerale, Isabella fugge a sud lontano da Heathcliff per dare alla luce un bambino, Linton. Hindley muore sei mesi dopo; Heathcliff si ritrova così ad assumere il controllo definitivo di "Wuthering Heights".

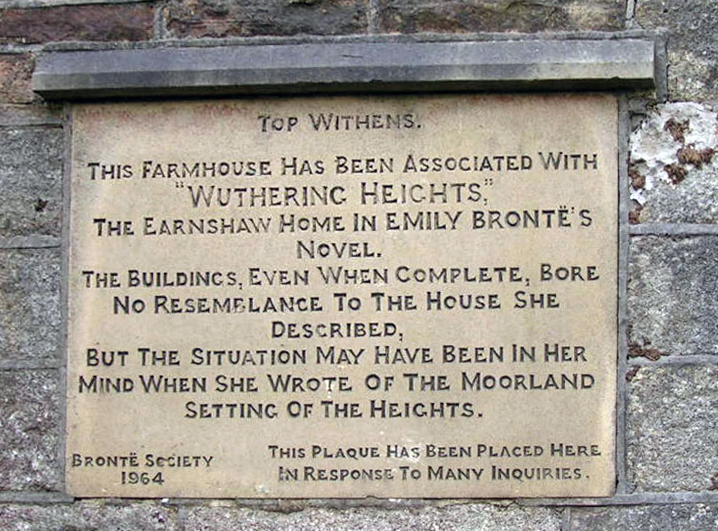
Targa affissa al muro di cinta della fattoria di Top Withens, ispirazione per "Wuthering Heights"

### Maturità di Heathcliff (capitoli 18-31)
Alla morte di Isabella, dodici anni dopo, Heathcliff prende con sé Linton, suo figlio, nonostante la madre lo avesse affidato alle cure del fratello Edgar. Heathcliff, nonostante disprezzi profondamente il figlio per il suo carattere debole e capriccioso e per la grande somiglianza fisica con la madre e lo zio Edgar, lo manipola viziandolo e nel contempo terrorizzandolo, per compiere la sua vendetta su Edgar. Il suo scopo infatti è far sì che Linton, sempre cagionevole di salute e sicuramente destinato alla morte, sopravviva fino all'età in cui potrà sposare la cugina Cathy, perché in tal modo lui potrà impadronirsi, dopo la morte del figlio, della proprietà di Thrushcross Grange. Poco prima dell'arrivo del ragazzo, però, Cathy, viziata e infantile, si trova a passare per Wuthering Heights, nonostante le fosse sempre stato consigliato dal padre di non avvicinarvisi mai, e qui incontra per la prima volta il cugino Hareton, già cresciuto ormai come un bruto irascibile.
Tre anni dopo, Cathy visita casualmente Wuthering Heights, dove incontra Linton e Hareton. Prova subito un'innata simpatia per il primo, nonostante sia un tipo malaticcio, debole ed effeminato; mentre disprezza il secondo, abbrutito e ignorante. Heathcliff fa dunque di tutto per favorire l'unione tra Linton e Cathy poiché alla morte di Edgar, che sembra ormai prossima, Thrushcross Grange passerebbe proprio al figlio, facendo in tal modo di lui il padrone effettivo di entrambe le case.
Poco dopo il matrimonio tra i due (che Cathy ha dovuto accettare a forza, in quanto fatta entrare a Wuthering Heights con l'inganno e lì tenuta prigioniera), suo padre Edgar muore, seguito a poca distanza anche da Linton; il padre di quest'ultimo mostra di non provare alcun dolore per la perdita del figlio, che anzi ha sempre disprezzato. Heathcliff, avendo costretto Linton a lasciargli in eredità la casa dell'omonima famiglia, diventa così il padrone assoluto non solo di Wuthering Heights ma anche di Thrushcross Grange, riuscendo così a vendicare, a scapito degli affetti più cari, la sua antica e umiliante condizione di servitù.

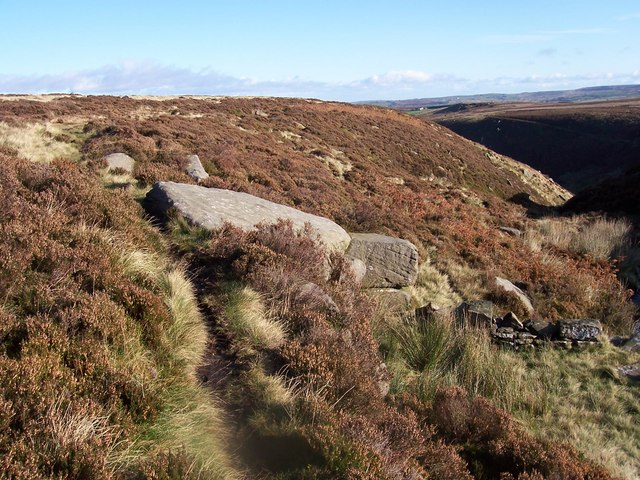
La zona di Ponder Kirk, "Penistone Cragg" nel romanzo, dove Catherine e Heathcliff vanno a giocare da bambini

### Conclusione (capitoli 32-34)
Qui termina il racconto di Nelly Dean. Mr Loockwood parte per Londra. Sette mesi dopo ritorna ma non trova Nelly a Thrushcross Grange, bensì a Wuthering Heights, ove s'è trasferita. Si fa quindi raccontare da lei l'ultima parte della storia.
Hareton, innamorato della cugina Cathy, cerca di uscire dalla sua condizione di abbrutimento in cui era stato sempre tenuto, cominciando a imparare a leggere: la ragazza, tuttavia, si fa inizialmente beffe di lui. Ma, lentamente, la loro avversione si indebolisce e presto tra i due nasce un sincero affetto. Heathcliff, che potrebbe benissimo stroncare la loro relazione, confessa a Nelly di non aver più voglia né interesse a farlo.
L'uomo, che ha passato la sua intera esistenza dominato da due passioni assolute e contrapposte, l'amore per Catherine e il desiderio di vendetta verso tutti gli altri, appare infatti sempre più estraniato dal mondo circostante e quasi stanco, sopraffatto. A un certo punto pare iniziare a vedere il fantasma di Catherine che si aggira per la casa. Poco dopo viene trovato morto nel suo letto. Alla morte di quello che, a tutti gli effetti, considerava come il proprio padre, il giovane Hareton Earnshaw è sconvolto dal dolore e piange disperatamente. Heathcliff viene sepolto, secondo i suoi desideri, accanto alla tomba di Catherine, ma la gente del villaggio sostiene di aver visto più volte gli spettri di entrambi vagare per la brughiera.
Cathy e Hareton decidono di sposarsi il giorno di Capodanno, mentre la narrazione si conclude con Lockwood che visita la tomba dei due innamorati e nega che gli spiriti di Heathcliff e Catherine, finalmente liberi di amarsi, vaghino per la brughiera tenendosi per mano, come sostiene invece la superstizione locale.

## Personaggi
- Heathcliff

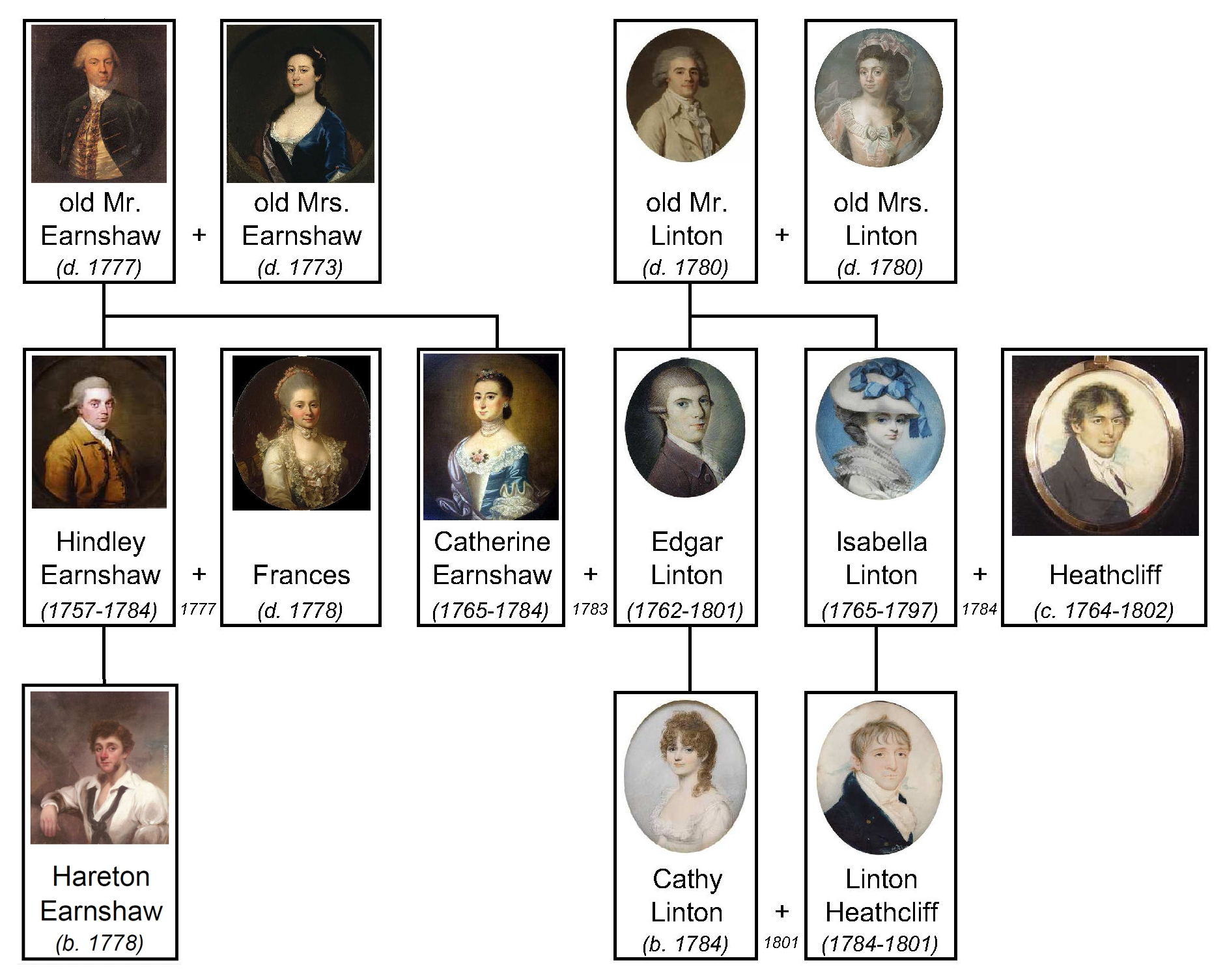
Albero genealogico Earnshaw-Linton-Heathcliff

All'inizio della storia è un trovatello portato a Wuthering Heights da Mr Earnshaw e dopo la morte del padre adottivo la sua esistenza viene tiranneggiata dal geloso fratellastro Hindley, che lo umilia e maltratta pesantemente. In tutto questo l'unica fonte di conforto per Heathcliff è l'amore, corrisposto, per la sorellastra Catherine. È un uomo fortemente vendicativo, rancoroso e irascibile con una personalità ed un'impulsività estremamente passionale: ama follemente la sorellastra Catherine Earnshaw, al di sopra di ogni altra cosa, e vuole vendicarsi di tutti i soprusi del fratello Hindley. Dopo il matrimonio di Catherine con Edgar Linton, per vendicarsi del tradimento di Catherine che gli ha preferito un altro uomo e di Edgar per avergli portato via la sorellastra, riesce a distruggere la felicità della ingenua Isabella Linton, innamorata di lui scatenando la gelosia di Catherine, della figlia dell'amata sorella adottiva, Cathy, e del suo stesso figlio, Linton Heathcliff. Questa sua missione altamente distruttiva, fervente durante la vita di Catherine, diventa ancor più veemente e brutale dopo la sua morte. Essendosi lasciato consumare nel corso degli anni dalle sue forti emozioni: l'odio e la vendetta per chi lo ha umiliato e la passione ossessiva per Catherine, alla fine muore nella camera della tanto amata quanto odiata sorellastra.

- Catherine Earnshaw

La sorella adottiva di Heathcliff. È una graziosa ragazza dallo spirito libero, una giovane molto passionale, capricciosa, ostinata e infantile nei comportamenti e questo suo temperamento selvaggio, testardo e ribelle scompare dopo la sua permanenza dai Linton, divenendo una ragazza molto più sofisticata ed elegante. Considerando Heathcliff troppo degradato e rozzo per sposarlo, malgrado continui ad amarlo disperatamente e fortemente, si unisce in matrimonio con l'amico Edgar Linton col quale trascorre qualche anno sereno e felice nella proprietà del marito. Questo precario equilibrio si frantuma dopo il ritorno del suo grande amore, che aveva sfacciatamente rinnegato, e la sua psiche non regge allo stress della contesa tra Edgar e Heathcliff. Anche a causa della sua salute molto cagionevole, peggiorata dopo la scomparsa del fratellastro, si ammala violentemente di dolore e di nevrastenia, poiché il ritorno di Heathcliff e il suo crudele piano per vendicarsi del suo rifiuto, la fanno sentire devastata dal rimpianto e dalla gelosia nei confronti di Isabella e ciò la fa sprofondare lentamente nella follia. Infine muore dando alla luce la figlia Cathy Linton.
- Edgar Linton

Un caro amico d'infanzia di Catherine Earnshaw con cui ella stringe una solida amicizia e alla fine si fidanza. È una persona gentile e calma, ma di indole abbastanza introversa. Ama profondamente e teneramente Catherine ma non riesce mai a conciliare il suo amore per lei col suo odio verso Heathcliff, soprattutto quando apprende che la moglie è ancora innamorata del fratello adottivo e si ritrova ad essere spesso soggetto alle provocazioni sia di Catherine che di Heathcliff. Dopo la morte della moglie Catherine, devastato, riverserà tutto il suo affetto sulla loro figlia, Cathy.
- Isabella Linton

La sorella minore di Edgar, conquistata da Heathcliff. Ingenua e innamorata, commette un errore nel valutare la natura di quest'ultimo, nonostante gli avvertimenti di sua cognata Catherine. Il suo amore si trasforma ben presto in un forte odio ed ella fugge da Wuthering Heights dopo un litigio particolarmente violento. Darà alla luce Linton Heathcliff, figlio dell'odiato marito.
- Hindley Earnshaw

Il fratello maggiore di Catherine, da sempre odia profondamente Heathcliff, che asservisce una volta diventato il padrone di Wuthering Heights. Dopo la morte di parto della moglie Frances, cade in disgrazia sprofondando in una grande depressione, si dà all'alcool e al gioco d'azzardo. Quando Heathcliff ottiene la casa, compie la sua vendetta su Hindley lasciandolo nella miserabile condizione in cui si trova. Hindley muore sei mesi dopo la morte della sorella, lasciando il figlio Hareton tra le grinfie di Heathcliff.
- Ellen “Nelly” Dean

La fedele governante delle dimore di Thrushcross Grange e Cime Tempestose, e uno dei due narratori della vicenda. Cresciuta insieme a Hindley e accuditi fin da bambini Heathcliff e Catherine, segue quest'ultima a Thrushcross Grange dopo il matrimonio con Edgar e crescendo anche la figlia di Catherine, Cathy. Donna forte, razionale e decisa è l'unica a conoscere bene le personalità egoiste e orgogliose sia di Catherine che di Heathcliff. Ma nonostante tutto, cerca sempre di dare i migliori consigli sia alla sua padrona che ad Heathcliff oltre ad essere la confidente più fidata e vicina ai due protagonisti principali e la testimone chiave ed assoluta della tanto tormentata e travagliata storia di Catherine e Heathcliff e colei che assiste direttamente alle ripercussioni che la loro passione ha sulle persone che li circondano. Poco prima della morte di Heathcliff fa ritorno a Wuthering Heights. Racconta a Mr Lockwood gran parte della vicenda.
- Linton Heathcliff

Il figlio di Isabella e Heathcliff. Non somiglia affatto a suo padre nel fisico, ed è un ragazzo estremamente viziato e indolente. È malaticcio e dopo la morte di sua madre viene affidato allo zio Edgar Linton, ma subito Heathcliff ne rivendica la tutela; egli lo odia e lo usa per le sue macchinazioni, sfruttando l'amore che prova nei confronti di Cathy e costringendolo a sposarla. Poco dopo il matrimonio, Linton muore.
- Catherine “Cathy” Linton

La figlia di Catherine Earnshaw e Edgar Linton. Ha ereditato il carattere libero e ribelle della madre insieme alla natura gentile di suo padre, al quale è molto legata. Inoltre Nelly dichiara che la ragazza possiede i pregi fisici delle due famiglie da cui proviene. Essendo molto genuina, Heathcliff riesce a manipolarla e a farle sposare suo figlio Linton per vendicarsi ancora di Edgar. Reclusa poi a Wuthering Heights sviluppa una spiccata antipatia per Hareton e specialmente un odio feroce per Heathcliff, per averla ingannata sfruttando la sua buona fede e soprattutto per averla brutalmente separata dall'adorato padre ormai anziano e malato. I suoi rapporti con il cugino Hareton Earnshaw, dapprima tesi, vanno migliorando tanto che tra i due si instaura un forte legame affettivo e resasi conto di amarlo, progetta il suo matrimonio con lui dopo la morte di Heathcliff.
- Hareton Earnshaw

Il figlio di Hindley Earnshaw, che con l'arrivo di Heathcliff a Wuthering Heights viene abilmente messo contro suo padre. Non è affatto stupido né brutto, il che rende ancora più penosa la condizione di abbrutimento e schiavitù in cui lo tiene Heathcliff. Nonostante ciò, egli è molto devoto allo zio dato che lo ha sempre percepito come una figura paterna verso di lui. Introverso e imprevedibile, ma anche scontroso e piuttosto irascibile, s'innamora teneramente e in segreto della cugina Cathy, la quale in principio lo disprezza. Alla fine però Cathy inizia a ricambiare il suo amore e i due dopo la morte di Heathcliff progettano di sposarsi.
- Joseph

Il vecchio domestico di Wuthering Heights. È puritano, bisbetico e servile. Recita spesso la Bibbia. Nel libro originale parla con un forte accento dello Yorkshire, caratteristica persa nella traduzione italiana.
- Mr Lockwood

L'altro narratore della vicenda. Amante della tranquillità, prende in affitto Thrushcross Grange. Durante una visita a Wuthering Heights rimane colpito dalla "famiglia" e in seguito, durante una lunga malattia, si fa raccontare da Nelly Dean la storia di Wuthering Heights e degli abitanti di quella casa.
- Frances Earnshaw

La moglie di Hindley, madre di Hareton. Muore subito dopo aver dato alla luce suo figlio.
- Mr Kennett

Il medico locale.

### Mappa delle relazioni
Legenda:
- linea nera: discendenza filiale; se tratteggiata indica discendenza filiale per adozione
- linea rossa: matrimonio; se doppia indica secondo matrimonio
- linea rosa: amore
- linea azzurra: affetto
- linea verde: odio
- area gialla paglierino: protagonisti attivi del romanzo
- area violetta: osservatori esterni delle vicende del romanzo

## Cronologia e luoghi
| Anno           | Note                                                                                                |
| -------------- | --------------------------------------------------------------------------------------------------- |
| estate 1757    | Nascita di Hindley Earnshaw                                                                         |
| 1762           | Nascita di Edgar Linton                                                                             |
| estate 1765    | Nascita di Catherine Earnshaw                                                                       |
| 1765           | Nascita di Isabella Linton                                                                          |
| 1771           | Arrivo di Heathcliff a Cime Tempestose                                                              |
| primavera 1773 | Morte della signora Earnshaw                                                                        |
| 1777           | Matrimonio di Hindley e Frances                                                                     |
| ottobre 1777   | morte del signor Earnshaw; visita di Heathcliff e Catherine a Thrushcross Grange                    |
| estate 1778    | Nascita di Hareton e morte di Frances                                                               |
| 1780           | Heathcliff lascia Cime Tempestose; morte del signore e della signora Linton                         |
| marzo 1783     | Matrimonio di Catherine e Edgar                                                                     |
| settembre 1783 | Ritorno di Heathcliff                                                                               |
| febbraio 1784  | Matrimonio di Heathcliff e Isabella Linton                                                          |
| 20 marzo 1784  | Morte di Catherine e nascita di Cathy                                                               |
| 1784           | Morte di Hindley                                                                                    |
| settembre 1784 | Nascita di Linton Heathcliff                                                                        |
| 1797           | Morte di Isabella Linton Heathcliff; Visita di Cathy a Cime Tempestose e incontro con Hareton       |
| 1800           | Incontro di Cathy e Heathcliff                                                                      |
| agosto 1801    | Matrimonio di Cathy e Linton; morte di Edgar Linton                                                 |
| settembre 1801 | Morte di Linton Heathcliff                                                                          |
| 1801           | Mr Lockwood arriva a Thrushcross Grange e visita Cime Tempestose; inizio del racconto di Nelly Dean |
| gennaio 1802   | Partenza di Mr Lockwood per Londra                                                                  |
| aprile 1802    | Morte di Heathcliff                                                                                 |
| settembre 1802 | Ritorno di Mr Lockwood a Thrusscross Grange                                                         |
| 1803           | Cathy pianifica di sposare Hareton il 1º gennaio                                                    |

- Wuthering Heights: la proprietà che dà il nome al romanzo, prima della famiglia Earnshaw e poi di Heathcliff. Il nome indica i luoghi (cime) più selvatici ed esposti alle tormente, che nella brughiera sono comuni. La cittadina più vicina che viene nominata è Gimmerton, ispirata in parte sul villaggio di Haworth dove le sorelle Brontë vissero[6][7][8][9][6]; tanto che la zona in cui si trova ha preso nel tempo il soprannome di "Brontë Country"[10] (molti degli stessi luoghi situati nei dintorni prendono il nome da quello delle tre scrittrici[6][8].

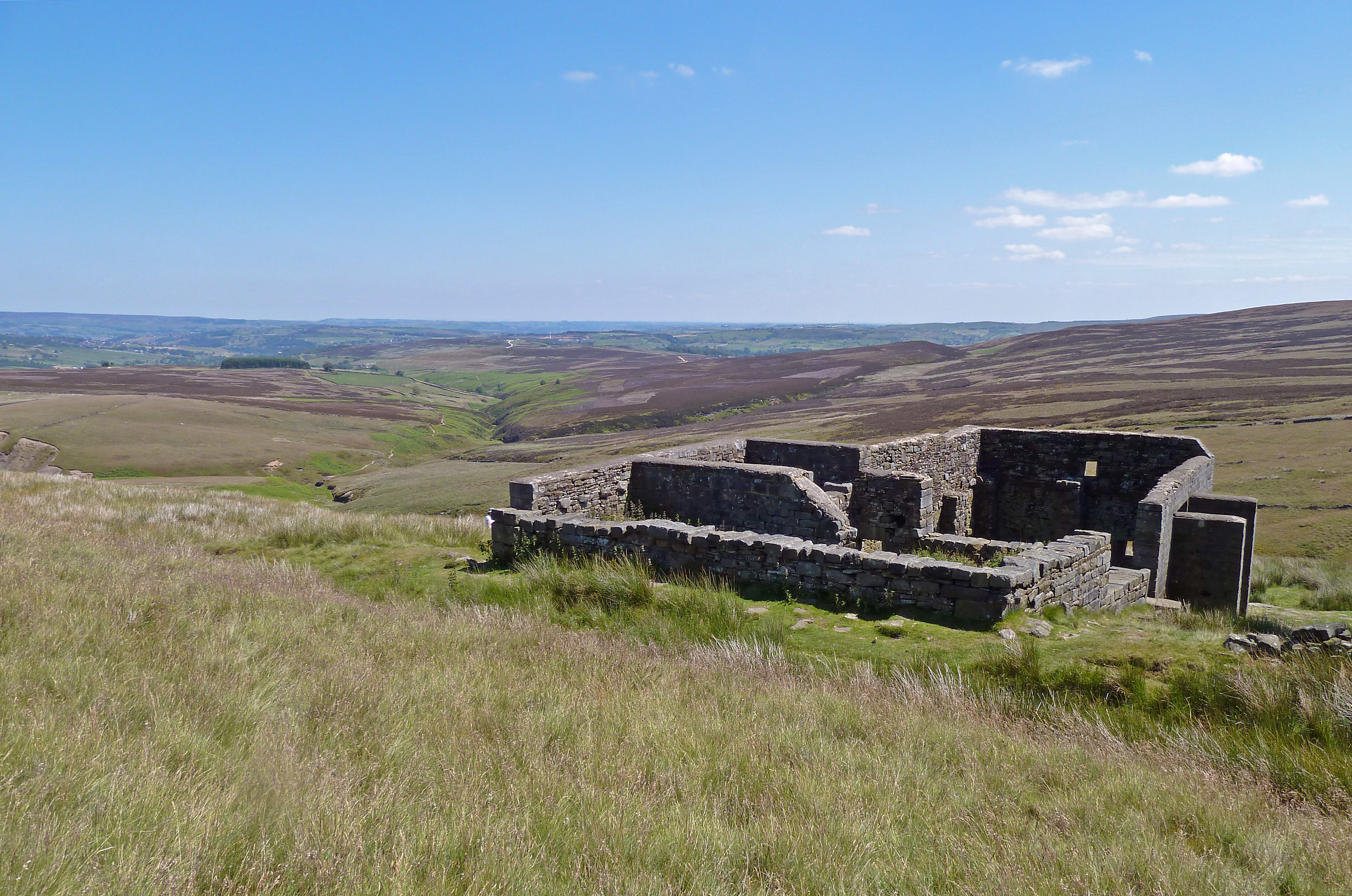
I ruderi di Top Withens

Vi sono diverse ipotesi riguardo ai luoghi reali che possono aver ispirato "Wuthering Heights", ma di solito il modello viene considerato essere Top Withens, ormai un rudere appena fuori Haworth: la posizione, isolata e battuta dal vento, sarebbe coerente con la descrizione, anche se poi l'aspetto della tenuta è in realtà abbastanza differente. Un altro dei luoghi da prendere in considerazione come probabile modello è Sunderland Hall appena fuori Halifax in West Yorkshire: quest'edificio in stile gotico era situato vicino a Law Hill, dove Emily ha lavorato per un breve periodo in qualità di governante nel 1838 (la sala d'ingresso era simile a quella descritta nel 1º capitolo del libro).
- Thrushcross Grange: la tenuta non viene descritta in modo così dettagliato come per Wuthering Heights. Apparteneva originariamente alla famiglia Linton ma verso la fine del romanzo cade anch'essa nelle mani di Heathcliff; è la casa che Lockwood affitta all'inizio della storia e dove abita Nelly. Tradizionalmente i luoghi che si crede possano averla ispirata sono Ponden Hall vicino al villaggio di Stanbury e Shidben Hall nei pressi di Halifax[12][13].

## Pubblicazione e accoglienza
Il romanzo fu pubblicato per la prima volta nel 1847 poco dopo Jane Eyre della sorella Charlotte. Come molte scrittrici vittoriane (ad es. George Eliot) Emily Brontë firma il suo romanzo con uno pseudonimo: Ellis Bell.
Molti credettero che si trattasse di un'opera poco matura della stessa Charlotte. Nel 1850 proprio Charlotte farà pubblicare un'altra edizione del romanzo, nella quale svelerà la vera identità della scrittrice.
Le prime accoglienze della critica furono piuttosto negative. Il libro suscitò infatti uno scandalo: si rimproverava all'autrice troppa brutalità e troppa violenza in alcuni punti del libro. Ad esempio l'Examiner riportò che Cime tempestose:
(Examiner gennaio 1848)
Sconcertò anche la struttura "a matrioska" della trama, nella quale è assente un punto di vista oggettivo e che è raccontata in modo tutt'altro che lineare. Altro fatto sconcertante per l'epoca era il fatto che Heathcliff non si redimesse. Il fatto che egli lasci Cathy libera di sposare Hareton dipende dalla sua indifferenza, dalla sua estraneazione dalle cose terrene più che da un improbabile pentimento. Per questo il libro fu tacciato di immoralità.
La riabilitazione del romanzo iniziò un decennio dopo: Dante Gabriel Rossetti, Matthew Arnold e George Henry Lewes furono tra i primi ad ammirare Cime tempestose. Fu in seguito paragonato da Algernon Swinburne addirittura al Re Lear di Shakespeare e alle opere di Victor Hugo. Solo nel XX secolo si è però iniziato a studiare in modo sistematico Cime tempestose.

## Struttura dell'opera
Come molti, in particolare Ginevra Bompiani ha fatto notare che il libro presenta una forte simmetria. Si possono infatti dividere i personaggi in due generazioni (Heathcliff, Catherine, Edgar e Isabella nella prima; Linton, Hareton, Cathy nella seconda). Entrambe le generazioni occupano esattamente 17 capitoli dei 34 in cui il romanzo è diviso. Così come alla cornice introduttiva (capitoli 1-3) fa esattamente da pendant la conclusione del romanzo (capitoli 32-34). Si vede anche una simmetria tra le due famiglie: i Linton e gli Earnshaw costituite da un membro principale (Catherine-Edgar) e da un fratello/sorella (Hindley-Isabella), equilibrio che viene messo in crisi proprio dall'introduzione di un elemento estraneo, vale a dire Heathcliff.
La narrazione inizia in medias res (ovvero nel mezzo dei fatti). Siamo infatti nel 1801, mentre la storia inizia nel 1771 (anno di arrivo di Heathcliff a casa Earnshaw) e termina nel 1802 con la morte di Heathcliff.
I narratori sono due: quello principale è Mr Lockwood (l'affittuario di Heathcliff), mentre il secondo è interno e si identifica in Nelly Dean, la governante. Questo vuol dire che Mr Lockwood racconta la storia di Nelly Dean, la quale a sua volta racconta la storia di Heathcliff e Catherine; in alcuni momenti addirittura la signora Dean, che solitamente racconta in prima persona, si affida a testimonianze di terzi stratificando ancor più il romanzo.
Molti inoltre hanno visto in Cathy Linton un'erede ideale di Catherine Earnshaw. La seconda Catherine riesce infatti a coronare il suo amore, essendo della stessa classe sociale dell'amato (Hareton Earnshaw, figlio di Hindley). Heathcliff, che è il personaggio più profondamente tormentato, sembra riuscire comunque, come è accennato nel finale del libro, a raggiungere il suo amore nel mondo degli spiriti (il "suo paradiso") facendo così tornare la pace a Cime tempestose.

## Curiosità
Una rara copia della prima edizione del romanzo è stata venduta a un'asta di Bonham's a Londra per 114 000 sterline, quasi 162 000 euro.

## Elementi sovrannaturali
Durante il romanzo si presenta una buona quantità di episodi sovrannaturali, sebbene la loro vera natura rimanga sempre ambigua, in quanto vengono narrati ma non ne viene spiegata l'origine. L'autrice, attraverso le parole di Lockwood e di Nelly, li definisce "superstizione", ma in realtà non li smentisce, lasciandone l'interpretazione aperta al giudizio del lettore. Il mistero dell'origine di Heathcliff, infatti, non viene mai risolto, come non viene risolto l'enigma della sua fortuna economica. All'inizio del romanzo, Lockwood è colpito da una visione di Catherine che appare alla finestra della sua vecchia camera a Wuthering Heights, implorandolo di farla entrare. Heathcliff, venendo a saperlo, non solo ci crede, ma quando lui muore, viene notato che la finestra della sua stanza è stata lasciata aperta, dando credito alla possibilità che Catherine potesse ritornare al momento della sua morte.
Alla morte di Catherine, lo stesso Heathcliff invoca il suo spirito pregandolo di non dargli requie. Heathcliff racconta poi a Nelly Dean di essere "perseguitato" da Catherine. Dopo che Heathcliff muore, Nelly Dean riferisce che le varie storie che si raccontano in giro narrano di Catherine e Heathcliff che vagano per la brughiera, anche se nelle righe finali del romanzo Lockwood parla piuttosto dei "sonni agitati dei dormienti in quella terra calma". Questi particolari, insieme ad altre scene del libro hanno fatto paragonare Cime tempestose al genere del romanzo gotico.

## Adattamenti cinematografici e televisivi
Forse l'adattamento cinematografico più famoso fu quello diretto da William Wyler nel 1939. Ne sono interpreti Merle Oberon (Catherine), Laurence Olivier (Heathcliff), David Niven (Edgar Linton), Flora Robson (Ellen Dean), Donald Crisp (dott. Kenneth), Geraldine Fitzgerald (Isabella Linton) e Leo G. Carroll (Joseph Earnshaw). Il film fu adattato da Charles MacArthur, Ben Hecht e John Huston. Il film fu nominato per l'Academy Award for Best Picture. Non rappresenta tutto il romanzo, ma solo metà.
Un adattamento del 1953 per la BBC fu realizzato da Higel Kneale, diretto da Rudolph Cartier e interpretato da Yvonne Mitchell, nel ruolo di Cathy; questa versione non è più presente negli archivi della BBC.
Nel 1954 fu la volta di Abismos de pasión di Luis Buñuel: un adattamento più libero, di un romanticismo esasperato fino a sconfinare col surrealismo e un curioso abbinamento musicale con il Tristano e Isotta di Richard Wagner.
Nel 1956 la Rai trasmise un adattamento di Cime tempestose, diretto da Mario Landi e interpretato da Massimo Girotti e Anna Maria Ferrero.
Al 1970 risale un nuovo adattamento cinematografico, con Timothy Dalton nei panni di Heathcliff.
Un adattamento cinematografico del 1992 fu il primo a mostrare entrambe le generazioni delle storia, quindi Heathcliff, Cathy, Edgar, e Hindley, come pure i loro figli. Juliette Binoche interpreta due ruoli, Catherine Earnshaw e sua figlia. Ralph Fiennes fa la parte di Heathcliff.
Nel 2004 la RAI mise in onda una miniserie su Cime tempestose, diretta da Fabrizio Costa, con Alessio Boni nel ruolo di Heathcliff e Anita Caprioli nel ruolo di Catherine.
Nel 2009 la serie Tv con Tom Hardy.

Nel 2011 è uscito nel Regno Unito Cime tempestose diretto da Andrea Arnold. Il film è stato presentato alla 68ª Mostra internazionale d'arte cinematografica di Venezia il 9 settembre, festival in cui ha vinto il Premio Osella per il migliore contributo tecnico. Nel cast, quasi interamente composto da teenager e da ragazzini piuttosto giovani, figura l'attrice inglese Kaya Scodelario, nota soprattutto per il suo ruolo nella serie TV Skins, alle prese con la sua prima parte da protagonista in un film (riveste infatti la parte di Catherine Earnshaw).

## Edizioni italiane
- Cime tempestose, trad. di Rosina Binetti, Milano: Treves, 1926; F.lli Treves, 1934; Garzanti, 1941 (con introduzione di Paolo Ruffilli dall'ed. 1998) ISBN 88-11-58093-5.
- La tempestosa, trad. di Enrico Piceni, Milano: Alpes, 1926.
  - La voce nella tempesta, trad. di Enrico Piceni, Milano: BUR-Rizzoli, 1949; col titolo Cime tempestose, Introduzione di Georges Bataille, Milano, BUR-Rizzoli, 1978-2012, ISBN 88-17-12200-9.
- Cime tempestose, a cura di Augusta Grosso Guidetti, Torino: Utet, 1950 ISBN 88-02-03590-3; Milano: TEA, 1990 ISBN 88-7819-134-5
- Cime tempestose, trad. di Giorgio Cavallotti, Milano: Cavallotti, 1952.
- Cime tempestose, trad. di Beata Della Frattina Boreani, Milano: Edizioni Labor, 1956; edizione speciale fuori commercio.
- Cime tempestose, in Tre romanzi (con Jane Eyre e Agnes Grey), introduzione di Maria Luisa Astaldi, a cura di Lia Spaventa Filippi, Roma: Gherardo Casini Editore, 1956.
- Cime tempestose, ed. ridotta di Virginia Galante Garrone, Torino: SAIE, 1957; Catania: Paoline, 1967.
- Cime tempestose, trad. Curzio Siniscalchi, Milano: Lucchi, 1958.
- Cime tempestose, a cura di Grazia Ambrosi Tadolini, Bologna: Capitol, 1960.
- Cime tempestose, trad. di Guglielmo Valle, Milano: Fabbri, 1961; Milano: Le comete, 1981.
- Cime tempestose, traduzione di Antonio Meo, con saggio introduttivo di Virginia Woolf (aggiunto all'ed. 1992), Einaudi, 1962,  pp. 379, cap. 32, ISBN 88-06-12874-4. - Milano, Oscar Mondadori, 1972-1983.
- Cime tempestose, a cura di Lia Spaventa Filippi, Firenze: Sansoni, 1965; Novara: De Agostini, 1982.
- Cime tempestose, a cura di Elio Chinol, trad. di Bruno Tasso, Milano: Mursia, 1966 ISBN 88-425-1701-1.
- Cime tempestose, ed. ridotta di R. Cenni, Ozzano Emilia: Malipiero, 1983.
- Cime tempestose, trad. di Bruno Oddera, Milano: Oscar Mondadori, 1983, 1989.
- Cime tempestose, traduzione di Mariagrazia Bianchi Oddera, Introduzione di Mario Lunetta, Biblioteca economica, Roma, Newton Compton, 1993,  pp. 256, cap. 32, ISBN 978-88-8289-149-7.
- Cime tempestose, trad. di Anna Luisa Zazo, con uno scritto di Joyce Carol Oates, Collana Oscar Leggere i classici, Milano: Mondadori, 1993, ISBN 88-04-47773-3; Collana Oscar classici, Mondadori, 2001.
- Cime tempestose, a cura di Bruna Dell'Agnese, Milano: La Tartaruga, 1994 ISBN 88-7738-142-6; Milano: Baldini & Castoldi, 2001, ISBN 88-8089-505-2.
- Cime tempestose, traduzione di Margherita Giacobino, Collana I Classici Classici, Milano, Frassinelli, 1995,  pp. 431, cap. 32, ISBN 88-8274-257-1. - Milano, Sperling & Kupfer, 2001; con uno scritto di Joyce Carol Oates, Milano, Collana Oscar classici, Mondadori, 2011, ISBN 978-88-04-62352-6; con uno scritto di Javier Marías, Collana Oscar, Mondadori, 2012.
- Cime tempestose sugli abissi del cuore umano, a cura di Gemma De Sanctis, Bussolengo: Demetra, 1996; Firenze: Giunti 2003 ISBN 88-440-1161-1.
- Cime tempestose, trad. di Paola Brusasco, Introduzione di Viola Papetti, Roma: Gruppo Editoriale L'Espresso, 2004 ISBN 88-89145-08-0.
- Cime tempestose, trad. di Fosca Belli, Milano: Dalai, 2011 ISBN 978-88-6073-958-2
- Cime tempestose, trad. di Laura Noulian, introduzione di Frédéric Ieva, Collana UEF.I Classici, Milano: Feltrinelli, 2012 ISBN 978-88-07-90012-9
- Cime tempestose, traduzione di Beatrice Masini, Milano, BUR-Rizzoli, 2013, ISBN 978-88-170-6674-7. - Illustrazioni di Fritz Eichenberg, BUR Deluxe, Rizzoli, Milano, 2017.
- Cime tempestose, traduzione di Marta Barone, Collana I Classici, Milano, Bompiani, 2018, ISBN 978-88-452-9739-7.
- Cime tempestose, traduzione di Monica Pareschi, Collana Supercoralli, Torino, Einaudi, 2019, ISBN 978-88-062-3332-7.